# 下井葉子
下井 葉子（しもい ようこ、1965年 - ）は、日本の小説家。兵庫県神戸市出身。神戸市立葺合高等学校卒業、多摩美術大学芸術学科中退。1987年、「あなたについて　わたしについて」で第30回群像新人文学賞受賞。1997年、『うみ』で第19回野間文芸新人賞候補。

## 作品

### 単行本
- 『はいぬしま』（1995年8月、講談社）
  - 「はいぬしま」（書き下ろし）
- 『うみ』（1997年4月、講談社）
  - 「うみ」（書き下ろし）

### 単行本未収録作品
- 「山桜」（『群像』1998年12月号）